# Árbol Nacional de Navidad (Estados Unidos)

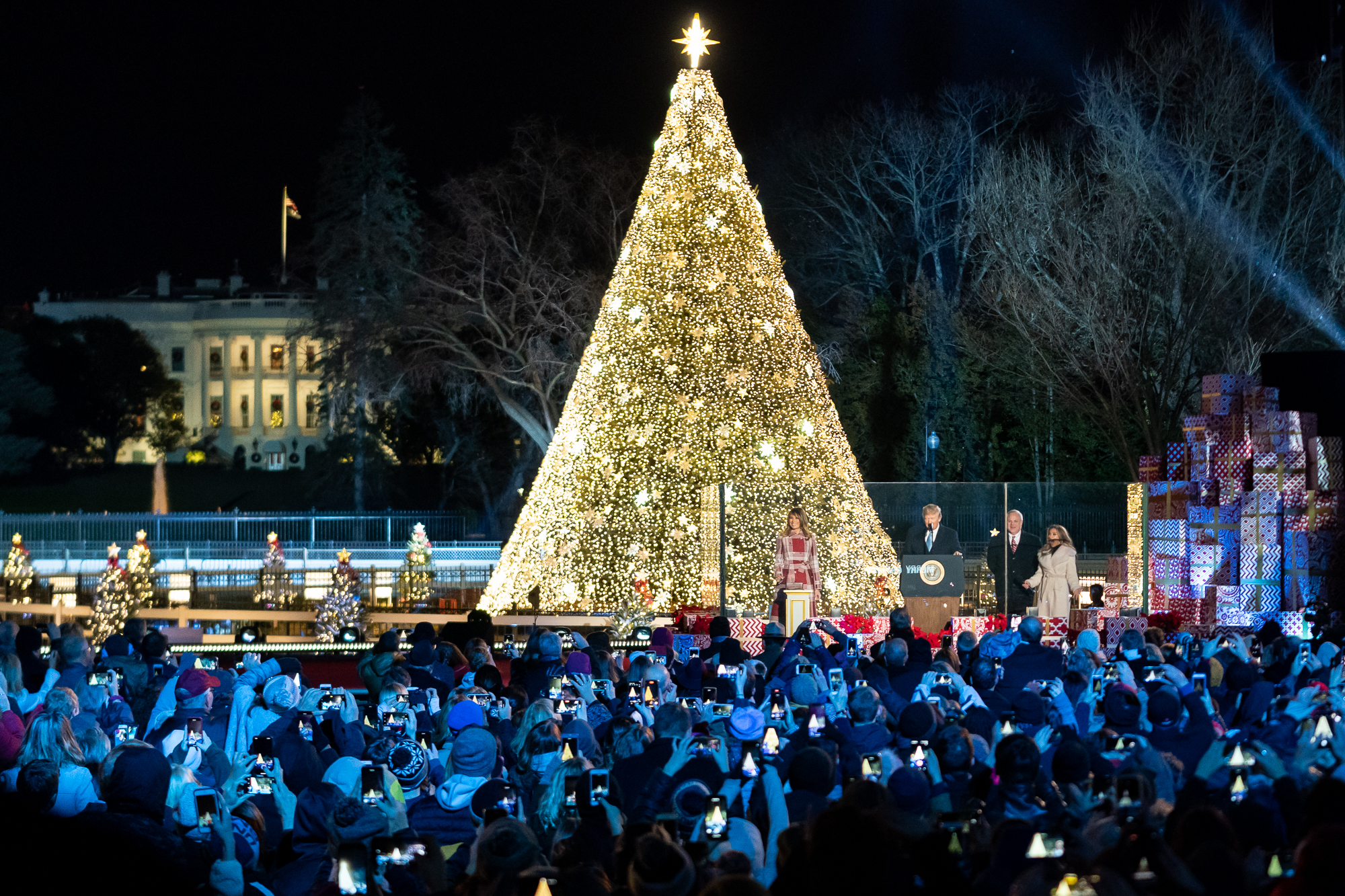
Árbol de 2019.

En los Estados Unidos, el Árbol nacional de navidad (National Christmas Tree) es un gran árbol situado alrededor de la Casa Blanca. El encendido de las luces de Navidad en el árbol lo hace el presidente de los Estados Unidos dando comienzo a la temporada de Navidad, es un evento televisado anualmente.